# Spiroplectina
Spiroplectina es un género de foraminífero bentónico de la subfamilia Spiroplectinatinae, de la familia Verneuilinidae, de la superfamilia Verneuilinoidea, del suborden Verneuilinina y del orden Lituolida. Su especie tipo es Spiroplecta (Proroporus) jaekeli. Su rango cronoestratigráfico abarca desde el Cenomaniense superior hasta el Turoniense (Cretácico superior).

## Discusión
Clasificaciones previas incluían Spiroplectina en el suborden Textulariina del orden Textulariida, o en el orden Lituolida sin diferenciar el suborden Verneuilinina.

## Clasificación
Spiroplectina incluye a las siguientes especies:
- Spiroplectina jaekeli †
  - Spiroplectina jaekeli maastrichtica †
- Spiroplectina solida †
  - Spiroplectina solida multilocularis †
- Spiroplectina subbotinae †
  - Spiroplectina subbotinae nana †
- Spiroplectina tennis †
  - Spiroplectina tennis distincta †